# NGC 6132
NGC 6132 је спирална галаксија у сазвежђу Херкул која се налази на NGC листи објеката дубоког неба.
Деклинација објекта је + 11° 47' 12" а ректасцензија 16h 23m 38,7s. Привидна величина (магнитуда) објекта NGC 6132 износи 13,9 а фотографска магнитуда 14,7. NGC 6132 је још познат и под ознакама IC 4602, UGC 10363, MCG 2-42-2, CGCG 80-20, IRAS 16213+1153, PGC 58002.